# Kroonsfeld
Kroonsfeld is een buurtschap in de gemeente Westerkwartier in het westen van de provincie Groningen. Het ligt aan de weg van Niekerk naar Lutjegast, iets ten noorden van Oldekerk.
Kroonsfeld is vernoemd naar Johannes Cristoph Smellentin van Croonenfels. Deze kocht in 1753 een aantal landerijen uit het faillissement van Rudolf de Mepsche en liet er een buitenplaats bouwen. Ter plaatse staat nu een boerderij.